# 湖北省司法厅
湖北省司法厅是中华人民共和国湖北省人民政府主管司法行政工作的组成部门。

## 历史沿革
1949年5月，成立湖北省人民政府。为接收民国政府湖北高等法院，在湖北省民政厅内设司法处，同年7月中旬，成立湖北省人民政府司法厅，沈德纯任厅长。厅内设秘书室、刑事庭、民事庭、地方庭和自新习艺所。司法厅依法行使审判和司法行政管理职能，代行省人民法院职权。1949年10月，设立湖北省人民法院后，湖北省人民政府司法厅和湖北省人民法院曾一度合署办公。
1950年6月，司法厅撤销建制。1956年12月，恢复省司法厅。1957年5月，因精简机构，湖北省司法厅再次被撤销，其工作由省高级人民法院司法行政处承担。1958年6月，恢复湖北省司法厅，与湖北省高级人民法院合署办公。1959年4月，中华人民共和国司法部撤销，湖北省司法厅也随之撤销。
1979年11月，成立湖北省革命委员会司法局，马良任局长。局内设办公室、人事处、政策研究处、法制宣传处、公证律师管理处。1983年8月，湖北省司法局改称湖北省司法厅。

## 机构设置
根据2018年《中共中央办公厅、国务院办公厅关于印发〈湖北省人民政府机构改革方案〉的通知》和《中共湖北省委、湖北省人民政府关于印发〈湖北省人民政府机构改革实施意见〉的通知》，湖北省司法厅设有以下机构：
内设机构
- 办公室（应急指挥中心）
- 法治调研处
- 法治督察处
- 立法一处
- 立法二处
- 行政复议处
- 行政应诉处
- 行政执法协调监督处
- 普法与依法治理处
- 人民参与和促进法治处
- 公共法律服务处
- 律师工作处（省政府法律顾问室）
- 法律职业资格管理处
- 监所工作指导处
- 科技信息处
- 装备财务保障处
- 队伍建设指导处
- 人事警务处
- 组织培训处
- 机关党委
- 离退休干部处

直属单位
- 湖北省戒毒管理局
- 湖北省社区矫正工作管理局
- 湖北省洪山强制隔离戒毒所
- 湖北省法律援助中心
- 湖北省司法厅机关服务中心

部门管理机构
- 湖北省监狱局

## 历任领导
历任厅长
| 姓名   | 任期                 | 注释  |
| ------ | -------------------- | ----- |
| 鲁德喜 |                      |       |
| 张坚   | 2003年1月－2008年2月 |       |
| 汪道胜 | 2008年2月－2016年5月 |       |
| 谭先振 | 2016年5月－2020年7月 | [ 3 ] |
| 龚举文 | 2020年7月－          | [ 4 ] |